# Даман (округ)
Даман — округ в составе индийской союзной территории Дадра и Нагар-Хавели и Даман и Диу.

## География
Округ представляет собой анклав на берегу Аравийского моря, который с севера, востока и юга окружён территорией округа Валсад штата Гуджарат. В состав округа входят город Даман и 22 деревни.

## Население
Согласно переписи 2011 года, в округе Даман проживает 190 855 человек. (из них: 158 604 в городах и 32 251 в сельской местности) 